# Bernadette Isaac-Sibille
Bernadette Isaac-Sibille (Lyon, 30. ožujka 1930.) je francuska političarka. Članica je stranke Unije za francusku demokraciju. Veliki je simpatizer Hrvatske.
Bila je zastupnica 1. rhonske izborne jedinice u trima navratima, od 1988. do 1993. te je reizbrana 1993. do 1997. godine i od lipnja 1997. godine.
Od 1977. do 1983. i od 1983. do 1989. bila je gradonačelnicom 5. lyonskog arrondissementa.
U prvim mjesecima velikosrpske agresije na Hrvatsku isticala se kao simpatizer Hrvatske. Bila je to u vremenu hrvatske borbe za međunarodno priznanje i samostalnost. Bila je u francuskoj parlamentarnoj delegaciji, koja je nekoliko dana uoči najavljenog priznanja Hrvatske 15. siječnja 1992., posjetila Hrvatsku i predsjednika Hrvatskog sabora Željka Domljana.
U siječnju 2003. postala je članicom Odbora za nadzor i kontrolu izdanja namijenjenih djeci i adolescentima, a kao predstavnica Nacionalne skupštine (Assemblée nationale).
Predsjednica je asocijacije za medalju Francuske obitelji.